# 저스틴 미셀리
저스틴 미첼리(Justine Miceli, 1959년 4월 30일 ~ )는 미국의 배우이다.

## 출연 작품

### 영화
- 베로니카 - 사랑의 전설 (1998)
- Carlo's Wake (1999)
- 젠틀맨 B. (2003, The Gentleman Bandit) - 마리아 데라지오 역

### 텔레비전
- 로앤오더: 범죄 전담반 (1992)
- 애즈 더 월드 턴즈 (1992-93)
- 뉴욕경찰 24시 (1994-96)